# Мері Макаллістер
Мері Макаллистер (англ. Mary McAllister; 27 травня 1909 — 1 травня 1991) — американська кіноакторка.

## Біографія
Народилася в Лос-Анджелесі, штат Каліфорнія, і почала свою акторську кар'єру в шість років, у фільмі 1915 «Відчай». Її найбільш відомий фільм того часу «Седі відправляється на небеса», де також знявся Рассел МакДермотт. У 1927 році вона була однією з 13 дівчат, обраних як «WAMPAS Baby Stars», поряд із Саллі Фіппс, і Френсіс Лі, серед інших.
У наступному році, 1928, вона знялася в чотирьох фільмах, останній з яких був Рудольфо Валентино. У 1929 році її кар'єра пішла вниз. З появою звукового кіно її перехід не був успішним. Після 15 років у бізнесі як акторки і загалом 43 фільмів її кар'єра закінчилася у 21 рік.

## Фільмографія
Акторка
- On the Level (1930) — Mary Whalen

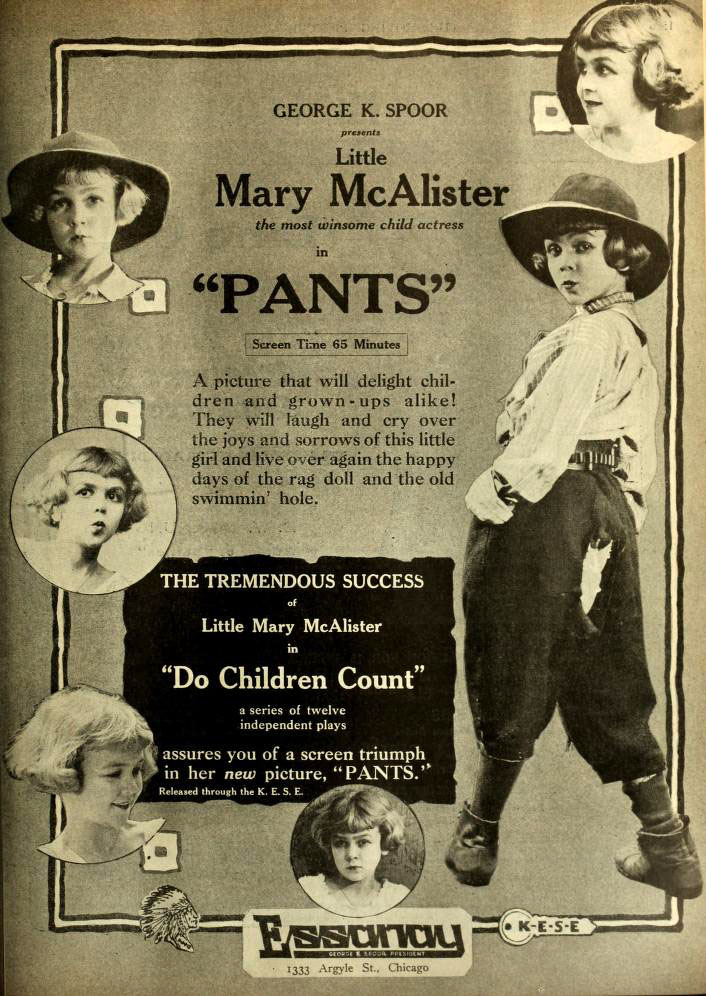
Pants (1917)

- Улюблені актриси (1928) Loves of an Actress — Lisette
- На нічийну землю (1928) Into No Man's Land — Katherine Taggart
- The Devil's Skipper (1928) — Marie La Farge
- Wickedness Preferred (1928) — Babs Burton
- Singed (1927) — Amy Cardigan
- Fire and Steel (1927) — Ann McGreagor
- Одна хвилина для гри (1926) One Minute to Play — Sally Rogers
- The Waning Sex (1926) — Mary Booth
- The Sap (1926) — Janet
- The Ace of Spades (1925) — Olive Heath
- The Red Rider (1925) — Lucille Cavanagh
- The Boomerang (1925) — Grace Tyler
- The Measure of a Man (1924) — Pattie Batch
- All's Swell on the Ocean (1924) — короткометражка
- Попіл помсти (1923) Ashes of Vengeance — Denise
- Half a Chance (1920) — Jocelyn Wray, 10 years old
- Do Children Count? (1917) — Little Daisy Erling; короткометражка
- Sadie Goes to Heaven (1917) — Sadie (у титрах: Little Mary McAlister)
- The Kill-Joy (1917) — Billie (у титрах: Mary McAlister)
- Young Mother Hubbard (1917) — Mona (у титрах: Mary McAlister)
- Pants (1917) — Betty
- The Kingdom of Hope (1917) — Daisy Erling (у титрах: Little Mary McAlister); короткометражка
- The Bridge of Fancy (1917) — короткометражка
- The Little White Girl (1917) — короткометражка
- The Season of Childhood (1917) — Tessie Holden; короткометражка
- The Uneven Road (1917) — короткометражка
- When Sorrow Weeps (1917) — короткометражка
- Where Is My Mother? (1917) — короткометражка
- A Place in the Sun (1917) — короткометражка
- The Yellow Umbrella (1917) — короткометражка
- On Trial (1917) — Doris Strickland (у титрах: Little Mary McAlister)
- The Wonderful Event (1917) — короткометражка
- Steps to Somewhere (1917) — короткометражка
- The Guiding Hand (1917) — короткометражка
- The Little Missionary (1917) — короткометражка
- The Little Shoes (1917) — Rosiland Arloff, age 10 (в титрах: Mary McAlister)
- Unto the Least of These (1916) — короткометражка
- Borrowed Sunshine (1916) — короткометражка
- Despair (1915) — короткометражка